# Петра (Превеза)
Петра (грец. Πέτρα) — історичне село в муніципалітеті Превеза в західній Греції, розташоване неподалік від міста Філіппіада. За даними перепису населення 2021 року, населення становило 308 мешканців.

## Етимологія
Точне походження назви «Петра» невідоме, але за словами Серафима Ксенопулоса, село було назване за місцем розташування на східному схилі скелястого пагорба.